# Arthel Neville
Pour les articles homonymes, voir Neville.
Arthel Neville est une journaliste et actrice américaine née le 20 octobre 1962 à La Nouvelle-Orléans, Louisiane (États-Unis). Elle présente actuellement plusieurs émissions d'information sur la chaîne Fox News.

## Biographie
Elle est fille d'Art Neville, clavier et chant du groupe The Neville Brothers

## Filmographie
- 1984 : With Intent to Kill (TV) : Marsha
- 1991 : Doublecrossed (TV) : Reporter #1
- 1991 : Love and Curses... And All That Jazz (TV) : Nurse
- 1994 : Jimmy Hollywood de Barry Levinson : Newscaster
- 1996 : Fausses apparences (The Ultimate Lie) (TV) : The Anchorwoman
- 1998 : Inferno (TV) : Newscaster

## Anecdotes
Arthel Neville a fait une apparition dans l'épisode 11 de la saison 3 de Monk.